# Центральное кладбище Фридрихсфельде

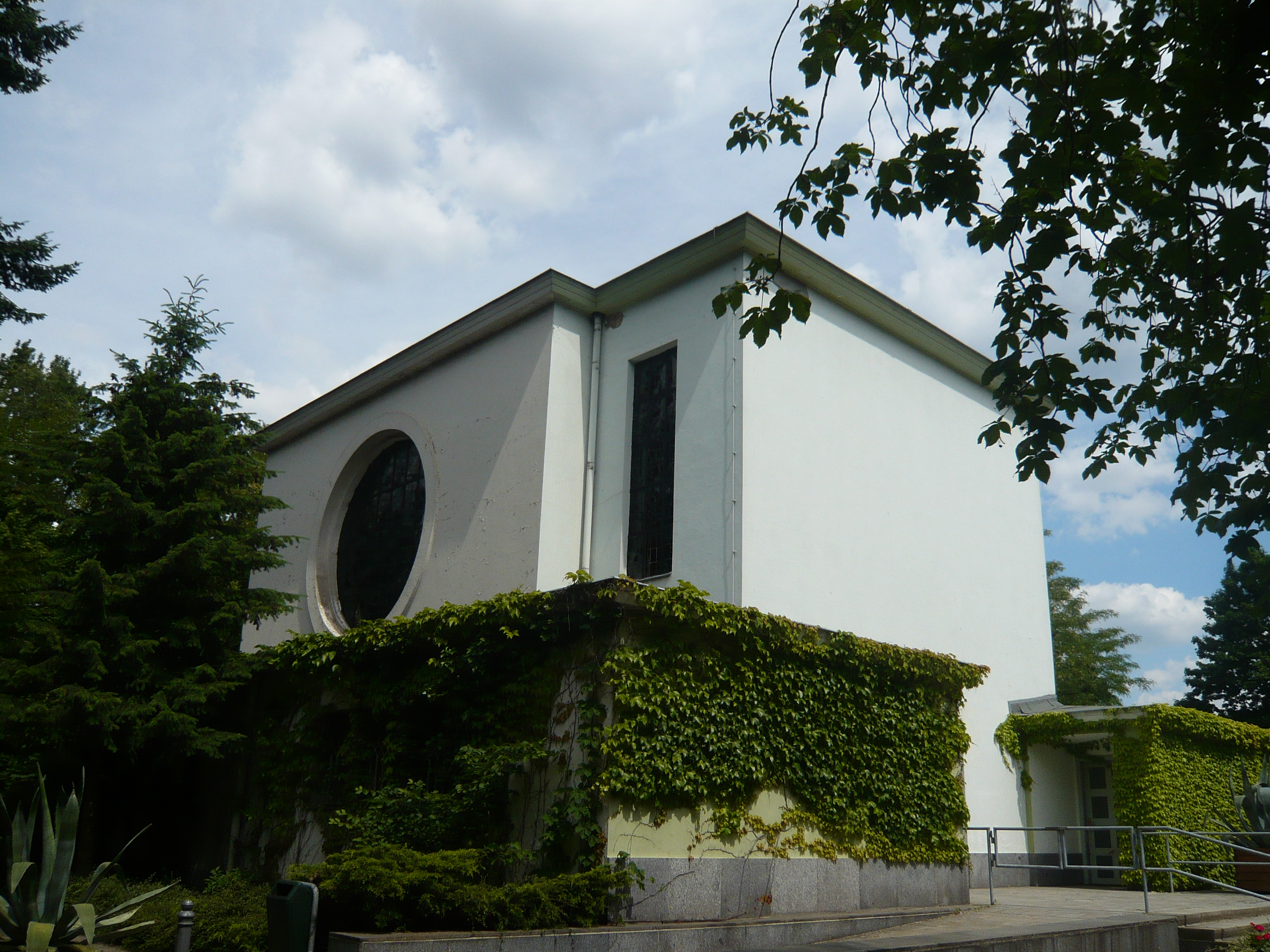
Зал для прощаний

Центральное кладбище Фридрихсфельде (нем. Zentralfriedhof Friedrichsfelde) — одно из наиболее известных кладбищ в Берлине. Расположено в районе Лихтенберг. На кладбище Фридрихсфельде похоронены многие деятели социал-демократического, социалистского и коммунистического движения, за что кладбище во Фридрихсфельде ещё до Первой мировой войны называли «Кладбищем социалистов». В 1950-е годы на кладбище был создан Мемориал социалистов.
Мэрия Берлина выкупила у помещика Рёдера в общине Фридрихсфельде участок размером 1000 на 250 м под кладбище у восточных границ Берлина в 1880 году. Официально парковое кладбище, построенное под руководством Германа Мехтига по образцу Ольсдорфского в Гамбурге, открылось в 1881 году. Поначалу на нём хоронили и бедноту за государственный счёт, но этой практике пришёл конец в 1911 году, поскольку и состоятельные берлинцы стали считать благообразное кладбище достойным местом погребения.
Известность по всей стране кладбище обрело в августе 1900 года, когда на нём был похоронен основатель Социал-демократической партии Германии Вильгельм Либкнехт. Позднее на Фридрихсфельдском кладбище похоронили Пауля Зингера, Игнаца Ауэра, Эмму Ирер и других социал-демократов, и кладбище стали называть «социалистским». 25 января 1919 года на Фридрихфельдском кладбище состоялись похороны 33 жертв восстания спартакистов, среди которых был и Карл Либкнехт, сын Вильгельма Либкнехта. Позднее на кладбище была также похоронена Роза Люксембург.

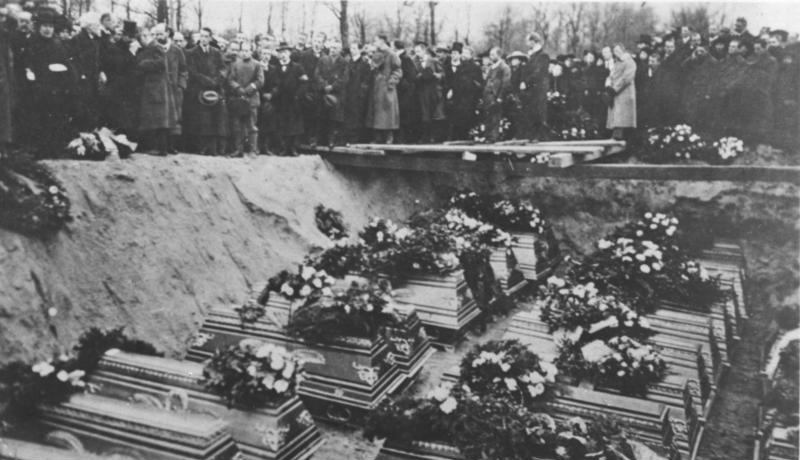
Похороны жертв революционной борьбы. 1919

В 1926 году деятелям рабочего движения был воздвигнут памятник Революции, выполненный по эскизу Людвига Миса ван дер Роэ. 

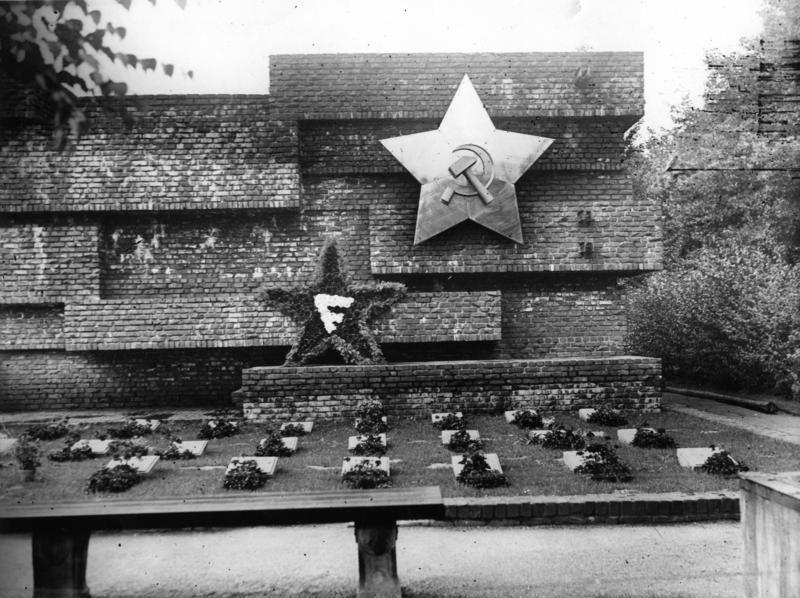
Памятник Революции авторства ван дер Рое над могилами Карла Либкнехта, Розы Люксембург и других социалистов. (Фото до 1933)

До 1933 года у революционного памятника проходили ежегодные марши и мероприятия памяти Ленина, Либкнехта и Люксембург, так называемые «ЛЛЛ-недели»). 

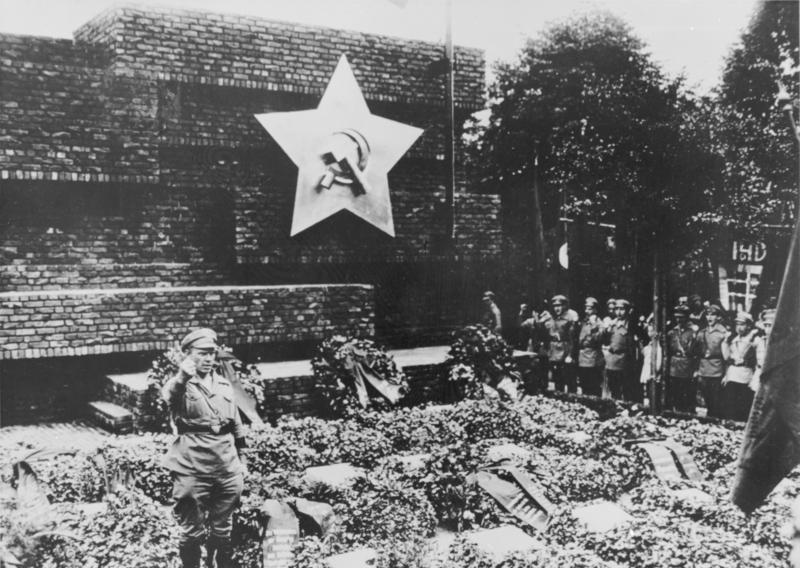
Эрнст Тельман выступает над могилами павших товарищей во время мероприятия ЛЛЛ-недели

В феврале 1933 года памятник Революции пострадал от нападения национал-социалистов и в конечном итоге был снесён нацистами до основания вместе с окружавшими его захоронениями в 1935 году.
После войны вместо восстановления разрушенного памятника мэрией было принято решение о возведении мемориала социал-демократам и коммунистам в центральной части кладбища.
Строительство было завершено в 1951 году, на официальной церемонии присутствовало руководство ГДР. В течение всего периода существования ГДР эта часть кладбища считалась почётным местом захоронения выдающихся деятелей социализма. 

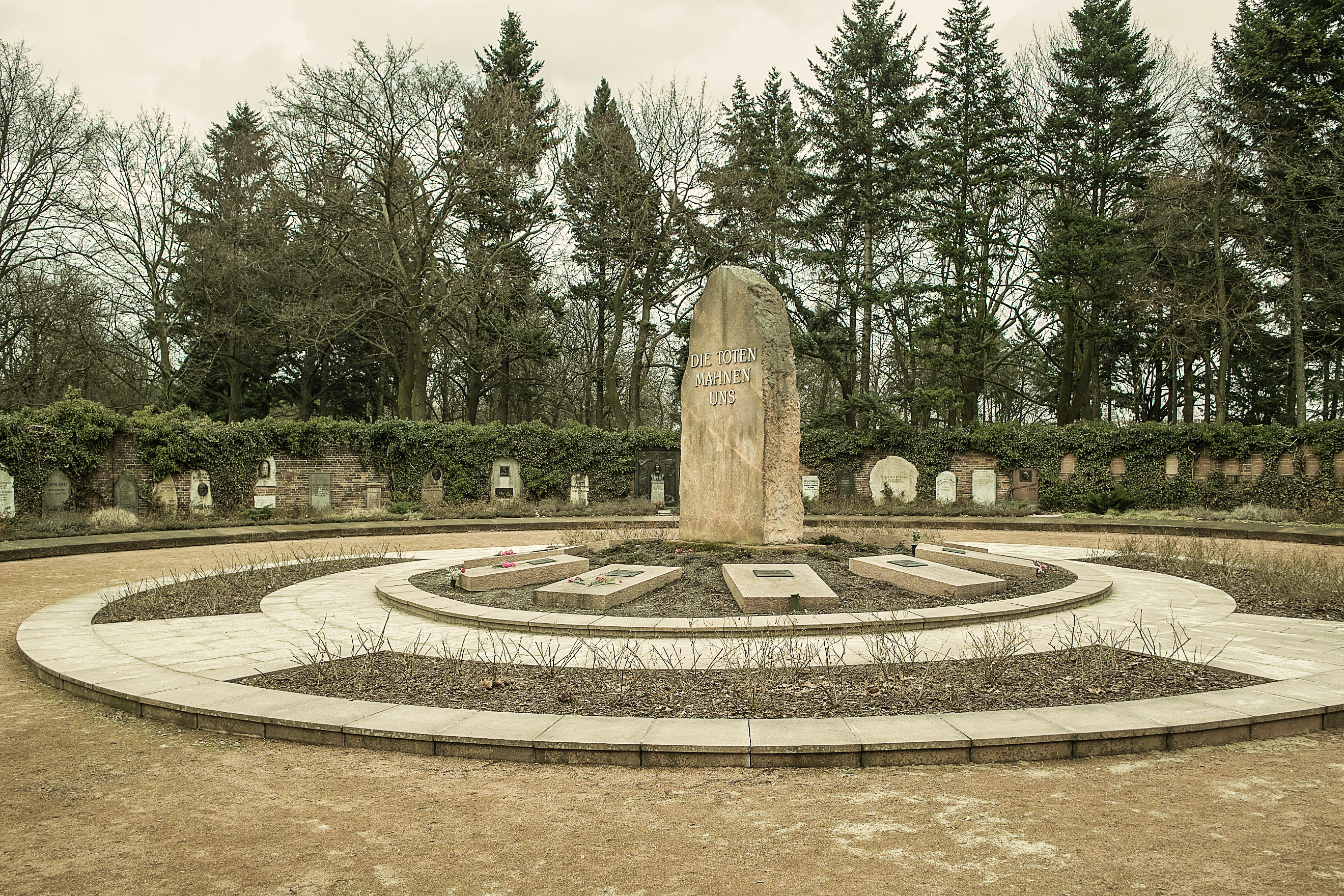
Современный мемориал социалистов на центральной аллее

Наряду с монументальными мемориалами на кладбище Фридрихсфельде находятся семейные и индивидуальные захоронения известных личностей Германии — политиков, учёных, представителей культуры.
|                      |  |             |  |             |  |
| Карлу и Кете Кольвиц |  | Отто Брауну |  | Отто Нагелю |  |